# Минц, Михаил Вениаминович
Михаил Вениаминович Минц (18 августа 1939, Москва — 22 октября 2021, Москва) — советский и российский учёный-геолог, доктор геолого-минералогических наук, заведующий Лабораторией тектоники раннего докембрия и главный научный сотрудник Геологического института РАН, специалист по глобальной тектонике и геодинамике.

## Биография
Родился 18 августа 1939 года в Москве.
В 1956—1961 годах учился на Геологическом факультете МГУ, кафедра петрологии.
В 1961—1985 годах работал в экспедициях Министерства геологии СССР. Возглавлял геологические партии по составлению геологических и тектонических карт в районах: Центральный Казахстан, Алданский щит, палеовулканический пояс Северо-Восточной Азии, Кольский полуостров.
В 1966—1974 годах исследовал Охотско-Чукотский вулканический пояс (геологическое картирование масштаба 1:50 000; происхождение и геологическая эволюция мезо-кайнозойского Охотско-Чукотского вулканического пояса, пепловых и пирокластических потоковых отложений, их значение и связь с основным магматизмом).
В 1972 году защитил кандидатскую диссертацию в МГУ.
С 1974 года исследовал Кольский полуостров (1974—1979 — уточнение геологических карт масштаба 1:200 000, 1980—1985 — региональные геолого-геофизические исследования района Кольской сверхглубокой скважины, особенно для целей интерпретации данных сверхглубокого бурения).
В 1985—1995 годах работал в Институте минералогии, геохимии и кристаллохимии редких элементов (ИМГРЭ), по интерпретации геолого-тектонической эволюции Кольского полуострова и прилегающих территорий в раннем докембрии.
С 1986 по 1991 год — заместитель председателя рабочих групп:
- реконструкция палеогеодинамических обстановок образования раннедокембрийских образований по геологическим (структурная, литологическая, метаморфическая зональность) и геохимическим данным;
- составление карты палеогеодинамических единиц Кольского полуострова (масштаба 1:1 000 000);
- уточнение структуры верхней коры Кольского полуострова на основе синтеза палеогеодинамических реконструкций, геофизических данных и результатов трёхмерного плотностного моделирования.

В 1993 году защитил докторскую диссертацию по теме «Ранний докембрий северо-востока Балтийского щита: (Геология, палеогеодинамика и эволюция континентальной коры)».
В 1994—1996 годах читал лекции на кафедре петрологии геологического факультета МГУ (раннедокембрийский магматизм и связанные с ним проблемы тектоники и метаморфизма).
С 1995 года работал в ГИН РАН. Был заведующим Лаборатории тектоники раннего докембрия.
Научный лидер в области глобальной тектоники и геодинамики Земли.
Научные интересы: геотектоника, геодинамика, глубинное строение земной коры, сейсморазведка, докембрий, тектоника плит, плюмы.
Входил в редколлегию научных журналов «Геотектоника», «Науки о Земле» и других изданий.
Скончался 22 октября 2021 года в Москве.

## Награды и гранты
- 1983 — Отличник геологоразведки — Министерство геологии СССР.
- 1991 — Международный научный фонд.